# 조동민
조동민(趙東敏, 일본식 이름: 咸安東敏간안 도민, 1886년 6월 12일 ~ ?)은 일제강점기의 관료이며 경성부 출신이다.

## 생애
대한제국 시대인 1906년 9월 통감부 철도관리국에서 근무했으며 1916년 12월부터 1925년까지 조선총독부 철도국 총무과 서기를 역임했다. 1918년부터 1919년까지 남만주철도주식회사 응빙자로 근무했고 1926년 9월 12일부터 1928년 4월 25일까지 조선총독부 내무국 사회과 속(屬) 겸 총독관방 외사과 속(屬), 철도국 서무과 부참사를 역임했다.
1928년 4월 26일부터 1930년 2월 27일까지 전라북도 부안군수를 역임한 이래 옥구군수(1930년 2월 28일 ~ 1931년 12월 27일)와 정읍군수(1931년 12월 28일 ~ 1938년 3월 25일), 김제군수(1938년 3월 26일 ~ 1942년 12월 23일)를 역임했으며 1932년 10월 1일 일본 정부로부터 조선 쇼와 5년 국세 조사 기념장을 받았다. 1932년 11월 7일 부하직원의 세금 탈루에 대한 책임으로 문관징계령에 의해 견책당했고 1933년부터 1935년까지 정읍산업조합 대표를 역임했다. 1935년 10월 1일 조선총독부로부터 시정 25주년 기념표창을 받았으며 1937년 3월 5일 일본 정부로부터 훈6등 서보장을 받았다.
전라북도 정읍군수와 김제군수 재직 시절 군용물자 조달, 군수품 공출, 군인 및 유가족 위문, 육군특별지원병 입대에 관한 담화 개최, 지원병 위문격려, 근로보국 독려, 총후저축 실천 강화, 국방헌금 모집, 기원제 및 위령제 등의 사무 지도, 시국강연회 개최, 국방사상 보급 및 선전에 관한 업무를 수행했으며 1940년 4월 29일 중일 전쟁에 협력한 공로를 인정받아 일본 정부로부터 훈6등 단광욱일장을 받았다. 1941년 1월 11일 일본 정부로부터 훈5등 서보장을 받았고 1940년 3월 28일 고등관 3등, 1943년 1월 21일 정5위에 각각 서위되었다. 민족문제연구소의 친일인명사전 수록자 명단의 관료 부문, 친일반민족행위진상규명위원회가 발표한 친일반민족행위 705인 명단에 포함되었다.

## 참고 자료
- 친일반민족행위진상규명위원회 (2009). 〈조동민〉. 《친일반민족행위진상규명 보고서 Ⅳ-16》. 서울. 710~716쪽.